# Bājereh
Bājereh (persiska: باجره) är en ort i Iran.   Den ligger i provinsen Kohgiluyeh och Buyer Ahmad, i den centrala delen av landet, 500 km söder om huvudstaden Teheran. Bājereh ligger 1 292 meter över havet och antalet invånare är 120.
Terrängen runt Bājereh är kuperad åt nordväst, men åt sydost är den bergig. Runt Bājereh är det ganska glesbefolkat, med 47 invånare per kvadratkilometer. Närmaste större samhälle är Ger-e Kūchak, 4,2 km sydväst om Bājereh. Omgivningarna runt Bājereh är i huvudsak ett öppet busklandskap.